# بارخاتوو
بارخاتوو (به لاتین: Barkhatovo) یک منطقهٔ مسکونی در روسیه است که در جمهوری آلتای واقع شده‌است.